# Selwyn Duijvestijn
Selwyn Duijvestijn (12 februari 1989) is een Nederlandse professional met ervaring in beleggingsadvies en natuurbehoud. Sinds 2009 is hij actief als beleggingsadviseur en houdt hij zich bezig met de aandelenmarkten. Duijvestijn maakte naam als jongste CEO van een beursgenoteerde vennootschap in de geschiedenis van de Amsterdamse beurs.
Hij richtte het beleggingsadviesbureau Marktgevoel op en vervulde later de rol van fondsmanager bij ROI Asset Management, een carrièrehoofdstuk dat hij inmiddels heeft afgesloten. Momenteel is hij CEO van DGB Group, een organisatie die zich toelegt op natuurprojecten en ecosysteemherstel. Daarnaast is hij directeur van Biodiversity Space, waar hij leidinggeeft aan een team dat zich richt op innovaties op het gebied van biodiversiteit en koolstofvastlegging. 

## Carrière
In 2007 is Duijvestijn begonnen met beleggen in aandelen op de beurs. Tijdens zijn studie Technische Bedrijfskunde aan de Technische Universiteit Eindhoven. In 2007 startte hij als beleggingsadviseur en kreeg nationale bekendheid door zijn activiteiten op internet.
In 2016 richtte hij Marktgevoel op, een vermogensbeheerbedrijf dat zich richtte op het optimaliseren van rendement op investeringen. Marktgevoel bleef actief tot 2019, waarna Duijvestijn zich opnieuw op andere activiteiten binnen de financiële sector richtte.
In 2015 maakte hij de overstap naar fondsbeheer met de oprichting van MountainShield Capital Fund in Amsterdam. Als fondsbeheerder was hij verantwoordelijk voor het managen van investeringen en trad hij regelmatig op als gast in het televisieprogramma Business Class van Harry Mens, waar hij zijn visie op de financiële markten deelde.
Sinds zijn benoeming tot CEO van DGB Group NV, een Europees bedrijf dat zich richt op duurzame projecten en CO2-compensatie, geeft Duijvestijn leiding aan de strategische ontwikkeling van de organisatie. Hij houdt zich bezig met het beheer van investeringen in duurzame oplossingen en draagt bij aan de groei van het bedrijf in de duurzaamheidssector.

## Voorval Mountainshield Capital Fund
In juni 2019 bracht Het Financieele Dagblad naar buiten dat Duijvestijn misleidende informatie had gegeven over onder anderen zijn MountainShield-fonds in het televisieprogramma Business Class van makelaar Harry Mens. Na een jaar onder curatele te hebben gestaan van de AFM, gaf hij aan in enkele media te hebben vermeld dat het om meer risico's zou betreffen. Volgens Het Financieele Dagblad hekelt de toezichthouder vooral dat hij in het televisieprogramma Business Class onjuiste uitleg heeft gegeven over de herkomst van Mountainshield-rendementen. Daarnaast gaf Duijvestijn aan dat er een hetze tegen hem gaande is, wat in zijn ogen schadelijk zou zijn voor zijn beleggingsfondsen.
In juli 2019 maakte Quote bekend dat de advocaat Hendrik Jan Bos een claim aan het voorbereiden is op Duijvestijn, MountainShield en haar bestuurders, met de uitspraak van de AFM als basis.
Ook maakte Het Financieele Dagblad in juli 2019 bekend dat de Vereniging van Effectenbezitters (VEB) de AFM verwijt deze informatie over Duijvenstijn niet openbaar te hebben gemaakt, en 'vreest dat de huidige gang van zaken tot onnodige schade en verlies van vertrouwen in de markt leidt bij beleggers'.
Daar het MountainShield-fonds in 2018 volgens de eigen jaarcijfers een negatief rendement behaalde van 36,3% en de vermogensomvang in een jaar tijd met 60% van € 24 mln naar € 9,1 mln was gekrompen, kunnen beleggers hier volgens de Vereniging van Effectenbezitters de dupe van worden.

## CEO-beursnotering
Duijvestijn trad in de periode van oktober 2016 tot en met december 2017 op als CEO van het aan Euronext Amsterdam genoteerde PHELIX. Hiermee werd hij de jongste ceo van een beursgenoteerde vennootschap in de geschiedenis van de Amsterdamse beurs. Duijvestijn verkreeg deze positie toen zijn beleggingsfonds MountainShield Capital Fund meedeed aan een aandelenemissie van het toenmalige Inverko NV. In zijn rol als ceo van een beursgenoteerde vennootschap zonder operationele activiteiten ging Duijvestijn op zoek naar de geschikte kandidaat voor een reverse listing. De kandidaat werd in december 2017 gevonden in Alumexx.

## DGB Group NV
Na de verkoop van zijn beleggingsadvieskantoor richtte Selwyn Duijvestijn in 2020 Dutch Green Business Group op, waarmee hij zich inzet voor de bescherming van natuur en biodiversiteit wereldwijd. 